# Шар (Атлантические Пиренеи)
Шар (фр. Charre) — коммуна во Франции, находится в регионе Аквитания. Департамент — Атлантические Пиренеи. Входит в состав кантона Кёр-де-Беарн. Округ коммуны — Олорон-Сент-Мари.
Код INSEE коммуны — 64186.

## География

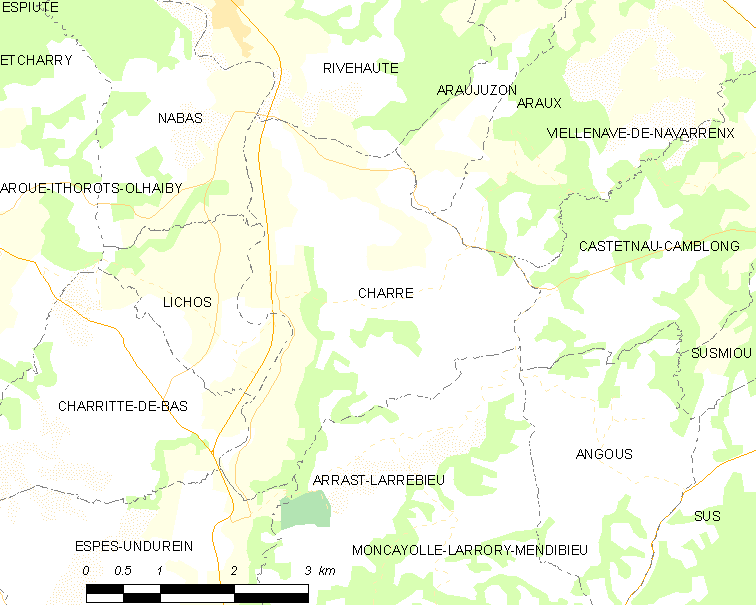
Карта коммуны

Коммуна расположена приблизительно в 670 км к югу от Парижа, в 175 км южнее Бордо, в 45 км к западу от По.
На западе коммуны протекает река Сезон.

### Климат
Климат тёплый океанический. Зима мягкая, средняя температура января — от +5°С до +13°С, температуры ниже −10 °C бывают редко. Снег выпадает около 15 дней в году с ноября по апрель. Максимальная температура летом порядка 20-30 °C, выше 35 °C бывает очень редко. Количество осадков высокое, порядка 1100 мм в год. Характерна безветренная погода, сильные ветры очень редки.

## Население
Население коммуны на 2010 год составляло 200 человек.
| 1962 | 1968 | 1975 | 1982 | 1990 | 1999 | 2010 |
| ---- | ---- | ---- | ---- | ---- | ---- | ---- |
| 314  | 310  | 278  | 259  | 260  | 227  | 200  |

## Администрация
| Период | Период | Фамилия      | Партия | Примечания |
| ------ | ------ | ------------ | ------ | ---------- |
| 1995   | 2008   | Бернар Ажест |        |            |
| 2008   | 2020   | Андре Дагер  |        |            |

## Экономика
В 2010 году среди 138 человек трудоспособного возраста (15-64 лет) 105 были экономически активными, 33 — неактивными (показатель активности — 76,1 %, в 1999 году было 71,0 %). Из 105 активных жителей работали 104 человека (56 мужчин и 48 женщин), безработной была 1 женщина. Среди 33 неактивных 12 человек были учениками или студентами, 14 — пенсионерами, 7 были неактивными по другим причинам.

## Достопримечательности
- Церковь Св. Петра (XIX век)[4]
- Замок Монгастон (XIII век). Исторический памятник с 1998 года[5]